# Großsteingräber bei Bollewick
Die Großsteingräber bei Bollewick sind vermutlich zwei megalithische Grabanlagen der jungsteinzeitlichen Trichterbecherkultur bei Bollewick im Landkreis Mecklenburgische Seenplatte (Mecklenburg-Vorpommern). Grab 1 wird auch Großsteingrab Fuchstannen genannt und trägt die Sprockhoff-Nummer 447. Es wurde 1972 unter Leitung von Adolf Hollnagel archäologisch untersucht. Das nur noch in Resten erhaltene Grab 2 wird auch Opferstein genannt.

## Lage
Grab 1 befindet sich westlich von Bollewick in der Nordwestecke des kleinen Waldstücks „Fuchstannen“. Grab 2 liegt 3,2 km östlich hiervon auf einem Feld. In der näheren Umgebung gibt es mehrere weitere Großsteingräber. 230 m südwestlich von Grab 1 befinden sich die Großsteingräber bei Karchow und 740 m südwestlich das Großsteingrab Erlenkamp. 3–4 km nördlich und nordwestlich liegen die Großsteingräber bei Dambeck. 2,1 km südsüdwestlich von Grab 2 liegt das Großsteingrab Spitzkuhn.

## Beschreibung

### Grab 1
Die Anlage besitzt eine nordwest-südöstlich orientierte, 1,7 m lange, 1,2 m breite und 1,5 m hohe Grabkammer, die als erweiterter Dolmen anzusprechen ist. Vor der Untersuchung waren lediglich zwei in situ stehende Wandsteine der nordöstlichen Langseite, der ebenfalls in situ stehende nordwestliche Abschlussstein und ein verschobener Deckstein erkennbar. Die Position einiger umherliegender Steine ließ sich zunächst nicht bestimmen, sie stellten sich später als Reste eines gesprengten zweiten Decksteins heraus. Die beiden Wandsteine der Südwestseite wurden erst bei der Ausgrabung entdeckt. Sie waren nach außen geneigt und völlig mit Erdreich bedeckt. 1993 wurden sie wieder aufgerichtet und der noch vollständig erhaltene Deckstein wieder aufgesetzt. Die südöstliche Schmalseite wies keinen Wandstein auf und war stattdessen ursprünglich wohl mit Granitplatten und Rollsteinen verbaut. An der Nordostseite konnte außerdem eine Rollsteinpackung nachgewiesen werden, die wohl zur ursprünglichen runden Hügelschüttung gehört hatte, die aber auf den anderen Seiten vollständig abgetragen worden war. Auch das Innere der Kammer erwies sich als stark gestört. Zwar konnte noch das Bodenpflaster aus Granitstücken angetroffen werden, das gleichfalls aus Granit gefertigte Trockenmauerwerk zwischen den Wandsteinen war aber nur noch in der untersten Lage erhalten. In der humosen Erde, mit der die Kammer verfüllt war, wurden neuzeitliche Glasscherben gefunden. Von den ursprünglichen Bestattungen wurde nur das distale Ende eines menschlichen Schienbeins entdeckt. Von den Grabbeigaben waren nur noch zwei unverzierte Keramikscherben erhalten.

### Grab 2
Von Grab 2 ist nur noch ein einzelner, mit Schälchen versehener Findling erhalten. Ewald Schuldt deutete ihn als letzten Rest eines Großsteingrabes.